# 크리스토프 콘래드

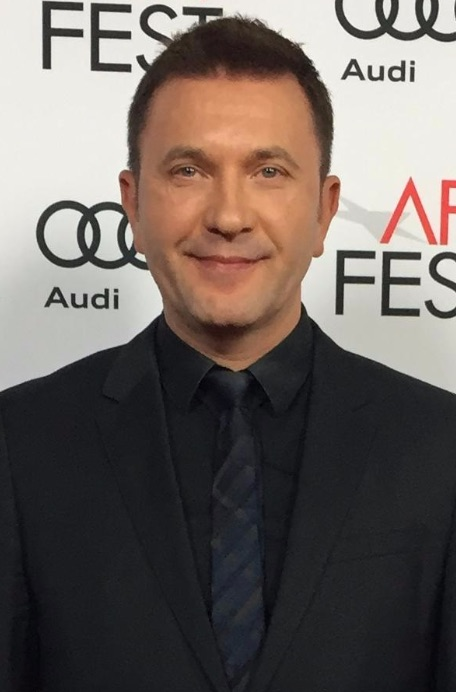

크리스토프 콘래드(영어: Kristof Konrad, 1975년 4월 26일 ~ )는 폴란드 태생의 미국 배우이다. 폴란드어 본명은 크시슈토프 보이슬라프(Krzysztof Wojslaw)이다.

## 생애
폴란드 기지츠코에서 태어나 유럽을 돌며 공부한 뒤 1992년 미국 할리우드에 이주하여 작품 활동을 이어가고 있다.

## 출연 작품

### 영화
- 인디펜던스 데이 (1996)
- 호텔 칼리포니아 (2008, Hotel California)
- 천사와 악마 (2009)
- 체르노빌 다이어리 (2012) - 그로츠키 위생병 역
- 페르시안 커넥션 (2016, The Persian Connection) - 키릴 역
- 주키퍼스 와이프 (2017)
- 레드 스패로 (2018) - 드미트리 유스티노프 역
- 뮤턴트 워 (2018, The Invisible Boy: Second Generation) - 이고르 자바로프 역

### 텔레비전
- JAG (1997)
- 베벌리힐스 아이들 (1998)
- 파멜라 앤더슨의 VIP (2001)
- 앨리어스 (2002)
- 더 디스트릭트 (2004)
- 길모어 걸스 (2007)
- 더 유닛 (2007)
- 번 노티스 (2009)
- 니키타 (2010)
- 스캔들 (2012)
- 인텔리전스 (2014)
- 하우스 오브 카드 (2015)
- 에이전트 오브 쉴드 (2016)
- 주 (2016)
- 스콜피언 (2017)
- FBI: 모스트 원티드 (2022)
- 시카고 메드 (2023)